# Еизо Југучи
Еизо Југучи (јап. 湯口 栄蔵; 4. јул 1945 — 2. фебруар 2003) био је јапански фудбалер.

## Каријера
Током каријере је играо за Јанмар Дизел.

## Репрезентација
За репрезентацију Јапана дебитовао је 1969. године. Учествовао је и на олимпијским играма 1968. За тај тим је одиграо 5 утакмица и постигао 1 гол.

## Статистика
| Јапан  | Јапан   | Јапан  |
| Година | Наступи | Голови |
| ------ | ------- | ------ |
| 1969.  | 1       | 0      |
| 1970.  | 4       | 1      |
| Укупно | 5       | 1      |